# Carl Svensson (regissör)
Carl Svensson född 1973 är en svensk filmregissör och -producent. Han är uppväxt utanför Lund. En av de första serierna han regisserade var barnprogrammet Rätt i rutan på SVT och genombrottet kom med dokumentären Pappa Parkinson (2005). Därefter producerade han flera tv-program samt kortfilmen Termosen (2005) på SVT Barn för EBU, kortfilmen Fisken (2010) och dokumentären om renoveringen av Nationalmuseum - ljuset återvänder.
Han är bland annat känd för dokumentären En svensk tiger (2018) som problematiserar svensk tystnad om Förintelsen under Andra världskriget. Filmen är inspirerad av Gitta Serenys bok om Albert Speer och Peter Englunds essäsamling Brev från nollpunkten.